# Paracodia albiceps
Paracodia albiceps är en fjärilsart som beskrevs av Druce 1909. Paracodia albiceps ingår i släktet Paracodia och familjen nattflyn. Inga underarter finns listade i Catalogue of Life.